# Pizzaiola
Viene definita alla pizzaiola una preparazione a base di fettine di carne, sugo di pomodoro e origano.

## Storia
L'origine della pizzaiola è sicuramente napoletana. La ricetta ha conosciuto una larga diffusione ed è stata oggetto di numerosissime reinterpretazioni. Il successo di questa particolare preparazione va individuato, oltre che nella semplicità di esecuzione, anche nel fatto che una volta terminata, si presta per essere usata come condimento per la pasta.

## Ricetta

### Ingredienti
- 4 fettine di carne
- 500 gr pomodori o pomodorini
- 2 spicchi d'aglio
- origano secco abbondante o basilico
- olive itrane
- olio extravergine d'oliva abbondante
- sale

### Preparazione
Scaldare l'olio in una padella e soffriggere leggermente l'aglio, tagliato grossolanamente. Aggiungere i pomodori tagliati a spicchi e il sale. Far cuocere il tutto per una ventina di minuti, a fuoco moderato e coperto. Mettere quindi l'origano e le fettine di carne (colarda, spalla o scamone), e portare a termine la cottura. 
Il sugo così ottenuto, una volta tolte le fettine da utilizzarsi come seconda portata, si presta per condire spaghetti o vermicelli.